# 1. liga v basketbalu žen
1. liga v basketbalu žen je druhá nejvyšší basketbalová soutěž žen v Česku. V sezóně 2023/24 se jí účastní 12 týmů. V letech 1993–2005 se pod názvem 1. liga hrála nejvyšší basketbalová soutěž žen v Česku, která byla přejmenována na Ženskou basketbalovou ligu.  
Sezóna 2020/21 byla poznamenáná pandemií covidu-19 a soutěž nebyla dohrána.
Obhajovatelem titulu z minulé sezóny je DSK Basketball Brandýs

## Herní systém
Základní část má 22 kol. Každé kolo se skládá ze 6 zápasů, kde hrají všechny týmy z ligy. Celkem tak každý tým hraje v základní části 22 zápasů – dvakrát s každým dalším týmem, z toho jednou jako domácí tým a jednou jako hostující tým.
Poté postupuje nejlepších 8 týmů do play-off.

## Týmy v sezoně 2023/2024
- BA Sparta
- BK Havířov
- BK Strakonice
- BK Studánka Pardubice
- BSK KP Brno
- HB Aritma
- Levhartice Chomutov B
- SK UP Olomouc
- Sokol Nusle
- Sokol Pečky
- USK Praha B
- Žabiny Brno B

## Výsledky jednotlivých sezón
| Ročník  | Vítěz                  |
| ------- | ---------------------- |
| ...     |                        |
| 2022/23 | DSK Basketball Brandýs |
| 2023/24 | TJ Sokol Pečky         |